# 1940 у футболі
Нижче наведені футбольні події 1940 року у всьому світі.

## Засновані клуби
- Динамо (Львів)
- Інтер (Братислава) (Словаччина)
- Спартак (Івано-Франківськ)
- Чезена (футбольний клуб) (Італія)

## Національні чемпіони
- Аргентина: Бока Хуніорс
- Нідерланди: Феєнорд
- Німеччина: Шальке 04
- Іспанія: Атлетіко Авіасьйон
- Італія: Інтернаціонале
- Чилі: Універсідад де Чилі